# 安東尼·丹尼生
安東尼·丹尼生（英語：Anthony Denison，1949年9月20日—），美國演員。
本名Anthony John Sarrero，藝名改姓Denison是因為紀念1970年代末在紐約市小劇院演出時友人Denison資助他達成演藝夢想。
成名作是1986年著名犯罪片影集《重案組》，在其中演1950年代芝加哥的黑幫大哥雷·路卡（Ray Luca）而聲名大噪，復古風味西裝衣著、誇張的抹油飛機場髮型及當時瘦倒三角臉（頭大顎小）及兇猛，被讚譽為「1980年代美國影視第一壞人」，而角色的結局亦相當暗淡：自己開車誤闖至美軍原子彈試炸場，被炸至挫骨揚灰。
2005年開始，在電視劇《真相追擊》中飾演調查警督（Detective Lieutenant）Andy Flynn，2007年亦曾在《CSI犯罪現場》演便衣刑警。

## 影視作品
- 《重案組》
- 《慾亂情迷》（The Amy Fisher Story）
- 《聖女魔咒》
- 《真相追擊》
- 《越獄風雲》
- 《CSI犯罪現場》

## 外部連結
- Anthony Denison在互联网电影资料库（IMDb）上的資料（英文）